# G (album)
Pour les articles homonymes, voir G.
Albums de Malibu Stacy
EP
(2005)
G est le premier album du groupe de rock belge Malibu Stacy, sorti en 2006.

## Titres
1. (Sans titre) – 0:11
2. "Killing all the Young Gods" – 3:54
3. "Come on Commons" – 3:16
4. "Los AnGeles" – 3:16
5. "The Fever" – 2:53
6. "Saturday Night Fisher" – 3:48
7. "Sex in Malibu" – 2:38
8. "Soda Pop" – 2:34
9. "Sh Sh" – 3:43
10. "VHF-UHF" – 1:25
11. "Runaways" – 3:11
12. "Feck This (1985)" – 2:51
13. "I-Naked" - 4:02

## Crédits
- Tous les titres ont été enregistrés et produits par Francesco Donadello, mixés par Giacomo Firenze et supervisés par Matteo Agostinelli aux studios ALPHA Dept. de Bologne; et masterisés par Géraldine Capart aux studios Rising Sun. À l'exception de Sh Sh, enregistré par Jérôme Baum et Christian Martin aux studios La Chapelle et Team4action ; mixé à domicile par John Roo
- Textes par David De Froidmont et Mike L. Brown, à l'exception de Killing all the Young Gods par David De Froidmont, Mike L. Brown et Dave Ash, et VHF-UHF par Miike Goffard.
- Musique par Miike Goffard, à l'exception de Killing all the Young Gods par Dave Ash.
- Pochette par Gregory Derkenne.